# Cvi Cur
Cvi Cur (hebrejsky: צבי צור, rodným jménem Čera Čertěnko, 1923, Zaslav – 28. prosince 2004) byl izraelský generál, který v letech 1961 až 1964 zastával funkci náčelníka generálního štábu Izraelských obranných sil.

## Biografie
Narodil se v malém městečku Zaslav v Ukrajinské sovětské socialistické republice jako Čera Čertěnko. Ve věku dvou let emigroval s rodiči do britské mandátní Palestiny. V roce 1936, během arabského povstání a pogromů, působil v řadách Hagany a pomáhal chránit Židy před arabskými povstalci.

### Armádní kariéra
Po vypuknutí izraelské války za nezávislost velel praporu v brigádě Givati a byl zakladatelem průzkumné jednotky Samsonovy lišky, vybavené džípy, která bojovala na jižní frontě. Po skončení války odešel studovat do USA.

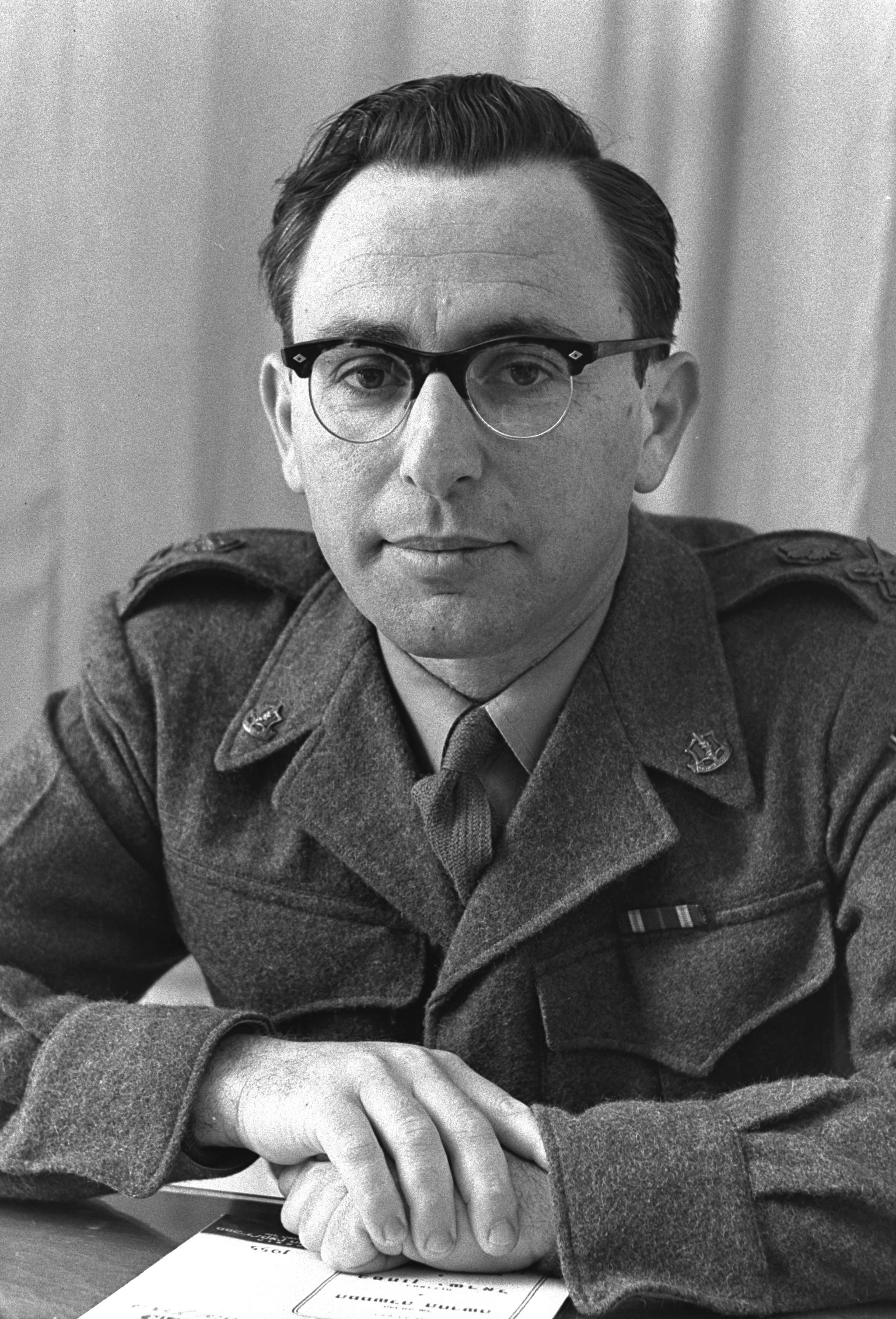
Cvi Cur v roce 1955

Po návratu v roce 1956 byl povýšen do hodnosti generálmajora a jmenován velitelem centrálního velitelství armády. O dva roky později se stal zástupcem náčelníka generálního štábu. Krátce nato odešel studovat do Francie. Do Izraele se vrátil v roce 1960 a o dva roky později vystřídal Chajima Laskova v čele generálního štábu.
První věcí, kterou ve funkci učinil, bylo jmenování generála Jicchaka Rabina svým zástupcem. Během Curova funkčního období zažíval Izrael relativní klid. Výjimkou byla vojenská operace z 16. března 1962, kdy brigáda Golani zaútočila na syrské základny na březích Galilejského jezera, aby zastavila ostřelování Izraele. Během bitvy zahynulo 7 izraelských a 30 syrských vojáků. Přesto ostřelování nebylo zastaveno a 19. srpna 1963 byli při syrském ostřelování Izraele zabiti dva civilisté.
Během svého funkčního období se Cur zasazoval o přípravu armády na možný útok ze strany arabských zemí. Za jeho působení byly do výzbroje vojenského letectva zařazeny stíhací nadzvukové letouny Dassault Mirage III, které dokázaly zvrátit nadvládu sovětských MiGů-19 ve výzbroji egyptského letectva. Letouny Mirage III se později během šestidenní války v roce 1967 podílely na izraelském vítězství. Díky Curovi byly do výzbroje armády rovněž zařazeny britské tanky Centurion a protiletadlový raketový komplet MIM-23 Hawk.
V čele generálního štábu působil do prosince 1963. Následně jej v této funkci nahradil jeho zástupce Jicchak Rabin.

### Civilní a politická kariéra
Po odchodu z armády se stal generálním ředitelem státní vodohospodářské společnosti Mekorot. Na žádost Moše Dajana vstoupil do politiky a ve volbách v roce 1965 byl zvolen poslancem za stranu Rafi. Ve funkci však vydržel pouze měsíc, načež rezignoval a vrátil se zpět do Mekorotu.
Po jmenování Dajana ministrem obrany v roce 1967 se stal Cur jeho poradcem, jímž byl až do roku 1974. Poté pracoval na několika řídících postech, například v izraelském leteckém průmyslu či společnostech Zim a Israel Corporation. Veřejně činným byl až do konce života – například 29. dubna 2004 podepsal dopis vyjadřující podporu premiéru Arielu Šaronovi a jeho plánu na stažení z Pásma Gazy.